# Aimée de Heeren
Aimée de Heeren, nacida Aimée Soto-Maior de Sá o Aimée de Sotomayor (Castro, Paraná, 3 de agosto de 1903 - Nueva York, Estados Unidos, 14 de septiembre de 2006) fue una socialité brasileña y una de las mujeres más glamurosas de Brasil a nivel internacional. Su nombre figura en el Best Dressed List Hall of Fame de 1996.

## Biografía

### Primeros años
Si bien no nació en un ambiente rico, sus padres se esforzaron por darle una buena educación tanto a Aimée como su hermana Vera, logrando que aprendieran seis idiomas.
En la década de 1920, se trasladó con su hermana a Río de Janeiro, donde contrajo matrimonio con Luis Lopes, jefe de gabinete del presidente Getúlio Vargas. Sin embargo, la pareja se separó debido a rumores de romance entre Heeren y Vargas, aunque nunca admitió o negó la situación.

### Vida social y elegancia
Durante su estadía de varios años en el palacio presidencial, Heeren se reunió con mucha gente importante de la época, como el presidente estadounidense Franklin D. Roosevelt y muchos otros líderes políticos y de negocios internacionales. Aquellos que la conocieron quedaron fascinados por su personalidad y belleza, lo que le permitió generar contactos importantes, especialmente con líderes mundiales, a lo largo de la década de 1930. Por otra parte, patrocinó a muchos diseñadores de moda, incluyendo el por entonces desconocido Christian Dior, cuyos vestidos utilizó en eventos de lujo como el Circus Ball de Venecia en 1939, poco antes de la guerra.
En 1939, ante la invasión alemana en Francia, abandonó París para vivir en otra parte de Europa, y se convirtió en un huésped habitué del Hotel Meurice. Salió con el mariscal de campo alemán Helmuth James Graf von Moltke, pero lo dejó antes de su muerte. Durante la Segunda Guerra Mundial, se vio obligada a trasladarse a Estados Unidos, donde se enamoró de Joseph P. Kennedy, Jr., el mayor de los hermanos Kennendy. Su amistad con aquella familia perduró hasta su muerte. Más tarde se casó con el estadounidense Rodman Heeren, bisnieto de John Wanamaker, fundador de las Galerías Comerciales Wanamaker.
En varias ocasiones, Hereen figuró en listas de las personas mejor vestidas del mundo y una edición de 1941 de la revista Time la incluyó en el tercer puesto de la lista de las «10 mujeres mejor vestidas del mundo», solamente precedida por Bárbara Cushing y Wallis Simpson. Su elegancia también fue elogiada por críticos de Vogue.
Durante décadas fue invitada a muchas bodas y eventos de la realeza, la élite política y Hollywood:
- Boda del Sha de Irán con Soraya Esfandiary Bakhtiari (12 de febrero de 1951).
- Invitada en el Le Bal oriental de Charles de Beistegui en el Palacio Labia de Venecia (3 de septiembre de 1951).
- La coronación de la reina Isabel II (2 de junio de 1953).
- La boda de John F. Kennedy y Jacqueline Kennedy (12 de septiembre de 1953).
- La boda de Grace Kelly con el príncipe Raniero de Mónaco (19 de abril de 1956).
- La ceremonia de inauguración para el presidente John F. Kennedy (20 de enero de 1961).
- Invitada en el bal oriental de Alexis de Rede en el Hôtel Lambert (5 de diciembre de 1969).
- La ceremonia de inauguración para el presidente Ronald Reagan (20 de enero de 1981)
- La boda del príncipe Carlos y Diana de Gales (29 de julio de 1981).

También fue invitada a varias recepciones oficiales en el Palacio del Elíseo por Vincent Auriol, Charles de Gaulle, Claude Pompidou, François Mitterrand y Jacques Chirac, como así también a numerosas galas en París y Versalles por el barón Alexis de Rede. Era una amiga muy cercana de Doris Duke y Coco Chanel, con la que solía compartir largas caminatas durante sus estancias anuales en París.

### Últimos años
Aimée de Hereen mantuvo una alegría inusual hasta sus últimos años, incluso luego de su operación de cadera en 1998. De gran vitalidad, en el 2000 tomó clases frecuentes de Internet en el Cremerie de París. A la edad de 102 años, viajó a Belgrado para asistir al 60.º cumpleaños del príncipe heredero Alejandro de Yugoslavia el 17 de julio de 2005 en el Palacio Blanco. De acuerdo a la agenda de Biarritz, solía nadar en el Atlántico todos los días que permanecía en la ciudad hasta su muerte a la edad de 103 años en 2006.